# Holcus annuus subsp. duriensis
Holcus annuus subsp. duriensis é uma subespécie de planta com flor pertencente à família Poaceae. 
A autoridade científica da subespécie é (P.Silva) Franco & Rocha Afonso, tendo sido publicada em Silva Lusitana 5(1): 141 (1997).

## Portugal
Trata-se de uma subespécie presente no território português, nomeadamente em Portugal Continental.
Em termos de naturalidade é endémica da Península Ibérica.

## Protecção
Encontra-se protegida por legislação portuguesa ou da Comunidade Europeia, nomeadamente pelo Anexo II e IV da Directiva Habitats.